# Moreno neuquen
Moreno neuquen là một loài nhện trong họ Gnaphosidae.
Loài này thuộc chi Moreno. Moreno neuquen được miêu tả năm 2005 bởi Norman I. Platnick, Mohammad U. Shadab & Sorkin.